# Karácsonyi rémálom (film)
A Karácsonyi rémálom (eredeti cím: While She Was Out)  2008-ban bemutatott dráma, thriller. Főszereplők Kim Basinger és Lukas Haas.
Egy kertvárosi háziasszony vásárolni megy, majd amikor a parkolóban kétes elemek belekötnek és megölik a parkolóőrt, elmenekül. Egy közeli erdőben védi meg magát a négy mindenre elszánt, fegyveres gazfickó ellen.

## Cselekménye
|  | Alább a cselekmény részletei következnek! |

Egy tőzsdei ügyletekkel foglalkozó férfi hazaérkezik otthonába. Amikor a földön mindenfelé elszórt ruhadarabokba és gyerekjátékokba ütközik, brutálisan rátámad a feleségére, Dellára.
Karácsony este a bevásárlóközpont parkolójában nagy a zsúfoltság. Amikor Della olyan autót vesz észre, ami két helyet foglal el, dühében az autó szélvédőjén üzenetet hagy. A vásárlásból kifelé jövet az autó utasai várják a kocsijánál. Négy fiatal férfi veszi körbe és szexuális ajánlatokat tesznek neki. Amikor a parkolóőr odamegy segíteni, az egyik férfi pisztolyt húz elő és fejbe lövi az őrt, aki azonnal meghal. Della a kocsijához rohan és elhajt. Mivel a mobilja lemerült, nem tudja értesíteni a rendőrséget. Üldözői a nyomában vannak és meg akarják ölni, mert szemtanúja volt a gyilkosságnak. Egy erdő közelében lévő építkezésnél baleset éri a kocsit, ezért Della kénytelen kiszállni. A csomagtartóból magához veszi az autó szerszámtáskáját. Az építkezésen megpróbál elbújni, de hamar rátalálnak. Amikor egyikük megpróbál szexuálisan közeledni hozzá, Della ellöki és elmenekül. Az egyik férfi, Huey beleesik egy mélyedésbe, amikor Tomás véletlenül ráugrik, és kitöri a nyakát.
Della a közeli erdőbe menekül. Tomás dühösen üldözi, mert nem saját magát, hanem a nőt hibáztatja Huey haláláért. Amikor utoléri Dellát, ő többször fejbe vágja a kerékcserénél használt, kereszt alakú csavarkulccsal, majd a fejébe állítja a kulcsot.
Della egy patakban menekül, Chuckie és az ázsiai vonásokkal rendelkező Vingh a nyomában vannak. Majdnem utol is érik, mert a nőnek meg kell állnia pisilni. Vingh azt mondja, hogy a nő egy baljóslatú szellem, aki meg fogja őket ölni, és azt javasolja, hogy menjenek el. Chuckie próbálja megnyugtatni, és oda is akarja adni a pisztolyát, de Vingh ezt nem fogadja el, és a domboldalon felfelé mászik a nő után. Della egy csavarhúzót vesz elő a táskából és egy fáról a férfire ugrik és többször a nyakába szúrja a kezében tartott éles szerszámot. A férfi száján vér bugyog elő és meghal.
Chuckie nem esik kétségbe, amikor a harmadik társa holttestét is megtalálja. Kedélyesen üzenget a nőnek, akiről tudja, hogy kimerült, mert vérnyomokat hagyott és hogy a közelben van. Folyamatosan beszél hozzá, és amikor szóba hozza, hogy ismeri a címét és tudja, hogy két gyereke van, a nő elárulja magát. A férfi felajánlja neki, hogy intézzék el a férjét, akit bizonyára nem szeret és vigyék el a gyerekeket magukkal. A nő látszólag belemegy a dologba és önként csókolgatni kezdi a férfit, aki azonban óvatosságból a pisztolyt a kezében tartja. Dellának azonban sikerül beindítania egy jelzőfáklyát, amit a férfi arcába nyom, majd amikor az elejti a pisztolyt, mellbe lövi a férfit, aki azonnal meghal.
Hazafelé menet Della észrevesz egy rendőrkocsit, de nem áll meg, hanem hazahajt a kapuval védett lakóparkba. Férje ugyanolyan durva stílusban fogadja, mint korábban. Della figyelmezteti, hogy ne beszéljen így vele többet. Felmegy a gyerekeihez, akik már alszanak. Majd lemegy a férjéhez és amikor az megkérdezi, hogy neki mit vett karácsonyra, a pisztolyt az orra alá dugja, és azt mondja: „semmit”.
|  | Itt a vége a cselekmény részletezésének! |

## Szereposztás
- Kim Basinger – Della, kertvárosi háziasszony
- Lukas Haas – Chuckie, a bandafőnök
- Jamie Starr – Huey
- Leonard Wu – Vingh
- Luis Chávez – Tomás
- Luke Gair – Terri, Della gyereke
- Erika-Shaye Gair – Tammi, Della gyereke
- Craig Sheffer – Kenneth, Della férje

## Megjelenése
A filmet az Egyesült Államokban az Anchor Bay Entertainment forgalmazta, de csak korlátozott számú moziban mutatták be. Nagy-Britanniában közvetlenül videón jelent meg.
DVD-n 2009. április 28-án jelent meg.
Magyarországon közvetlenül DVD-re adták ki, 2010. április 26-án.

## Fogadtatás
A filmkritikusok véleményét összegző Rotten Tomatoes 31%-ra értékelte 16 vélemény alapján. Az L.A. Weekly szerint a film „meglepően élvezhető, női bosszúállós mese”, és Basinger alakítását elsőosztályúnak nevezi. Megemlítik a gondosan összeállított multikulturális bandát is, amit kissé nevetségesnek találnak. A New York Observer „ultra-feminista móká”-nak nevezi. Az Ain't It Cool News szerint „ez volt Basinger legjobb alakítása évek óta”.
A Bitch magazin szerint „sok megszokott elemet tartalmaz, problémák vannak a film ritmusával és a buta bűnözőkkel – mindezek ellenére élvezhető horror/thrillernek nevezik.” Az L.A. Times szerint „a történet alakulását és a karakterek fejlődését elnyelik az elcsépelt akciójelenetek és a Z-osztályú párbeszédek.” A Filmcritic.com  kritikája szerint „a párbeszédek [színvonala] valahol az óvoda és a filmiskola között van.”

## Forgatási helyszínek
- Vancouver, Kanada
- Glenlyon Parkway, Burnaby, Brit Columbia, Kanada
- Lougheed Town Centre, Vancouver, Brit Columbia, Kanada
- Princes Park, North Vancouver, Brit Columbia, Kanada

## Fordítás
Ez a szócikk részben vagy egészben  a   While She Was Out című angol Wikipédia-szócikk fordításán alapul.  Az eredeti cikk szerkesztőit annak laptörténete sorolja fel. Ez a jelzés csupán a megfogalmazás eredetét és a szerzői jogokat jelzi, nem szolgál a cikkben szereplő információk forrásmegjelöléseként.